# سهره کاکل‌خاکستری
سهره کاکل‌خاکستری (نام علمی: Lophospingus griseocristatus) نام یک گونه از خانواده فرخنده است.